# 6·15공동선언실천 남측위원회
6·15공동선언실천 남측위원회(약칭 6.15남측위)는 6·15공동선언을 실천하여 민족의 화해와 단합, 통일을 이룩하려는 정당, 종교, 단체, 인사들을 상설적으로 폭넓게 망라하기 위해 만든 통일운동 연대조직이었다. 2005년 설립되어 2024년 해산했다.

## 조직 구성

### 명예대표
- 자승 조계종 총무원장
- 백낙청 서울대학교 명예교수
- 박용길 통일맞이 상임고문

### 상임대표
- 김상근 통일맞이 이사장, 전 민주평통 수석부의장

### 공동대표
- 127명[1]